# Alfredo Hueck
Alfredo Hueck es un director, guionista y productor de cine venezolano. Papita, maní, tostón, largometraje estrenado en 2013 para el que escribió el guion, es la película más taquillera de la historia del cine venezolano.
En 2024, Venezuela seleccionó la película Vuelve a la Vida, dirigida por Alfredo y por su hermano Luis Carlos Hueck y Alfredo Hueck, como su representante para competir en la categoría de Mejor Película Internacional en los Premios Oscar de 2025.

## Filmografía
| Año  | Título                         | Notas                          |
| ---- | ------------------------------ | ------------------------------ |
| 2013 | Papita, maní, tostón           | Guionista                      |
| 2019 | Vuelve a la vida               | Director, guionista, productor |
| 2022 | País improvisto (cortometraje) | Director                       |